# Черенское (Ленинградская область)
Черенское — деревня в Осьминском сельском поселении Лужского района Ленинградской области.

## История
Впервые упоминается в писцовых книгах Шелонской пятины 1571 года, как деревня Черенска — 1/2 обжи в Дремяцком погосте Новгородского уезда.
Как деревня Черенимя она обозначена на карте Санкт-Петербургской губернии 1792 года А. М. Вильбрехта.

ЧЕРЕНСКО — деревня принадлежит маркшейдеру Александру Шульгину, число жителей по ревизии: 5 м. п., 4 ж. п. (1838 год)

ЧЕРЕПНА — деревня господина Шульгина, по просёлочной дороге, число дворов — 1, число душ — 3 м. п. (1856 год)

ЧЕРЕНСКО — деревня, число жителей по X-ой ревизии 1857 года: 2 м. п., 2 ж. п.

ЧЕРЕЖНО — деревня владельческая и мыза при реке Сабе, число дворов — 4, число жителей: 4 м. п., 8 ж. п.; Часовня православная. (1862 год)

Согласно подворной описи 1882 года:

ЧЕРЕНСКО — деревня Захонского общества Красногорской волости
  
домов — 2, душевых наделов — 2, семей — 1, число жителей — 4 м. п., 2 ж. п.; разряд крестьян — собственники

Согласно материалам по статистике народного хозяйства Лужского уезда 1891 года, одна усадьба Черенск площадью 1104 десятины принадлежала жене подпоручика М. А. Черкасова, усадьба была приобретена частями с 1877 по 1889 год за 3275 рублей; вторая усадьба, площадью 68 десятин, принадлежала мещанину А. Н. Москвитину, усадьба была приобретена в 1877 году; кроме того, одна пустошь Черенско площадью 19 десятин принадлежала мещанину лифляндскому уроженцу Я. А. Тицу, она была приобретена в 1886 году за 575 рублей, вторая — принадлежала эстляндскому уроженцу О. Тральману, пустошь была приобретена в 1886 году за 195 рублей.
В XIX — начале XX века, деревня административно относилась к Красногорской волости 2-го земского участка 1-го стана Лужского уезда Санкт-Петербургской губернии.
По данным «Памятных книжек Санкт-Петербургской губернии» за 1900 и 1905 годы деревня Черенско входила в Захонское сельское общество, 68 десятин земли в деревне принадлежали мещанину Александру Никитину и 2113 десятин — католическому священнику Феликсу Ивановичу Пашко.

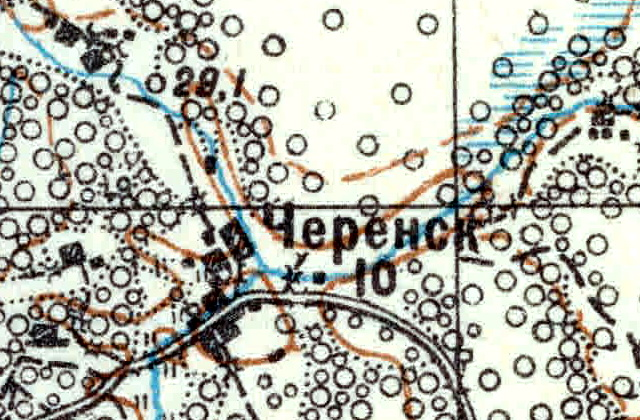
Деревня Черенское карте 1926 года

Согласно топографической карте 1926 года деревня называлась Черенск и насчитывала 10 крестьянских дворов.
По данным 1933 года деревня Черенско входила в состав Захонского сельсовета Осьминского района.
По данным 1966 года деревня Черенско входила в состав Захонского сельсовета Лужского района.
По данным 1973 года деревня называлась Черенско и входила в состав Осьминского сельсовета.
По данным 1990 года деревня называлась Черенское и также входила в состав Осьминского сельсовета.
В 1997 году в деревне Черенское Осьминской волости проживали 7 человек, в 2002 году — 10 человек (все русские).
В 2007 году в деревне Черенское Осьминского СП проживали 6 человек.

## География
Деревня расположена в северо-западной части района на автодороге 41А-186 (Толмачёво — автодорога «Нарва»).
Расстояние до административного центра поселения — 21 км.
Расстояние до ближайшей железнодорожной станции Толмачёво — 46 км.
Деревня расположена близ правого берега реки Саба. Через деревню протекает ручей Которский и ручей Чёрный.

## Демография
| 1838 | 1862 | 1997 | 2007 | 2010 | 2017 |
| ---- | ---- | ---- | ---- | ---- | ---- |
| 9    | ↗12  | ↘7   | ↘6   | ↗8   | ↘4   |

## Достопримечательности
Деревянная часовня во имя Казанской иконы Божией Матери, постройки второй половины XIX века.

## Улицы
Черенская.